# Got Money
Got Money è un brano musicale del rapper di New Orleans Lil Wayne, pubblicato come terzo singolo estratto dall'album Tha Carter III. Il brano, a cui partecipa il rapper T-Pain, è stato pubblicato in versione digitale il 27 maggio 2008. Entrambi i rapper fanno uso dell'Auto-Tune nel brano.
Del brano è stata realizzata una cover da Jonathan Davis, cantante dei Korn, resa disponibile sul sito del gruppo e su iTunes.

## Successo commerciale
Il brano debuttò il 14 giugno del 2008 alla 12ª posizione della Billboard Hot 100, diventando il più alto debutto da solista del rapper, poi successivamente il brano riuscì ad arrivare alla decima posizione, vendendo oltre 2 milioni di copie in patria.

## Tracce
Download digitale
1. Got Money (Remix) - 4:08

Vinile 12" B0011602-11, B0011602-11
Lato A
1. Got Money (Clean)
2. Got Money (Instrumental)

Lato B
1. Got Money (Explicit)
2. Got Money (Acappella)

## Classifiche
| Classifica (2008)                    | Posizione Più alta |
| ------------------------------------ | ------------------ |
| Canada                               | 33                 |
| Germania                             | 67                 |
| Stati Uniti                          | 10                 |
| U.S. Billboard Hot R&B/Hip-Hop Songs | 7                  |
| U.S. Billboard Hot Rap Tracks        | 2                  |
| U.S. Billboard Pop 100               | 17                 |
| U.S. Bullboard Rhythmic Top 40       | 1                  |